# Іваненко-Кириліна Валерія Олександрівна
Вале́рія Олекса́ндрівна Іване́нко-Кири́ліна (* 2001) — українська метальниця молота. Майстер спорту України міжнародного класу з легкої атлетики.

## З життєпису
Народилась 2001 року. Представляє місто Черкаси. Курсантка ЧІПБ. Тренери — Іваненко Олександр Олександрович та Іваненко Оксана Григорівна.

### Спортивна кар'єра
- Срібна призерка Європейського юнацького олімпійського фестивалю-2017
- Рекордсменка України серед дівчат до 18 років у метанні молота 3 кг[3]
- Рекордсменка України серед дівчат до 18 років у метанні молота 4 кг
- Багаторазова чемпіонка України серед юнаків 2015—2018 р.р.
- Чемпіонка України серед юніорів 2018 року
- Чемпіонка Європи серед юнаків 2018 року з рекордом змагань[4]
- І місця з метання молота на чемпіонаті світу поміж юніорів (2019, Швеція)[5]
- золота медаль на Чемпіонаті Європи з легкої атлетики серед молоді до 20 років-2019 у метанні молота.
- березень-2023 — переможниця Кубка Європи з метань у віковій категорії до 23 років[6]
- березень 2023 — краща спортсменка березня на Черкащині.
- червень 2023 — перемога на Чемпіонаті України серед молоді з нормативом на європейську першість U23.

Представляла спортивний клуб ДВУФК і П'ятихатську ДЮСШ